# Дитрих II фон Лимбург-Щирум
Дитрих II фон Лимбург-Щирум (на немски: Dietrich von Limburg-Stirum; † ок. 1368) от фамилията Изенберг на графовете на Лимбург е рицар и чрез наследство господар на Щирум.

## Произход
Той е вторият син на граф Дитрих II фон Изенберг-Лимбург († 1327/1328) и съпругата му Бертрадис фон Гьотерсвик († сл. 1300). По-големият му брат е граф Йохан фон Лимбург-Щирум († 1364).

## Фамилия
Дитрих II се жени за Кунигунда фон Ландсберг († сл. 1383). Те имат шест деца:
- Дитрих фон Лимбург († 4 декември 1412/1413), господар ван Колкерхоф, женен I. за Лукардис фон Линеп († сл. 1371), II. пр. 1355 г. за Гертруд († сл. 1410)
- Хайнрих († сл. 1395), каноник във Висел
- Йохан († сл. 1383)
- Кунигунда († сл. 1395), омъжена за рицар Дитрих фон Мьормтер († сл. 1433)
- Мария († сл. 1364)
- София († сл. 1387), омъжена за Сибикен тен Хаве († 1387)